# Estação Calmon Viana
A Estação Calmon Viana é uma estação ferroviária da CPTM, localizada em Calmon Viana, bairro de Poá.

## História
Construída junto com a Variante Poá pela EFCB em 7 de fevereiro de 1926, somente foi inaugurada junto com a variante em 1 de janeiro de 1934. Recebeu o nome de Calmon Viana, em homenagem ao engenheiro ajudante da 5º Divisão da EFCB, Antonio Calmon Viana. Antes de ser administrada pela CPTM, a estação pertenceu a outras estatais: (EFCB, RFFSA, EBTU e CBTU) que eram, na época, responsáveis pelas linhas.
Por décadas permaneceu com a estrutura original, e sem passar por nenhuma grande reforma, o que causou muito tempo de desconforto aos usuários por se tratar de uma estrutura antiga e desatualizada, não possuindo itens de acessibilidade, ainda mais sendo uma estação de integração entre 2 linhas.
No dia 15 de outubro de 2010, a estação foi reinaugurada após uma grande reforma que preservou o prédio original (localizado ao centro das plataformas), modernizou a estrutura da estação com a implantação de uma nova passarela metálica; elevadores, sanitários e sinalização moderna para portadores de necessidades especiais; banheiros públicos e bicicletário, além de outras melhorias em comunicação visual. Foi construída uma nova plataforma, a quarta da estação. Na cerimônia de reinauguração da estação, também foi entregue um novo trem para a Linha 12–Safira. Estiveram presentes autoridades da época, o Governador de São Paulo, Alberto Goldman, o Prefeito de Poá, Francisco Pereira de Souza e o presidente da CPTM, Sérgio Avelleda.
Após a reforma ocorreu um gradativo crescimento de embarques na estação, tornando a única passarela de transferência entre plataformas superlotada. Em alguns momentos, passageiros descontentes optam por mudar de plataforma através das vias. Após diversas reclamações chegarem à Assembléia Legislativa o deputado Marcos Damásio (PL) solicitou à CPTM, através da Indicação nº 1492 de 2019, a implantação de uma segunda passarela de transferência entre plataformas.

## Toponímia
Antônio Vicente Calmon Viana nasceu na Bahia em 12 de abril de 1867, sendo parente de Miguel Calmon du Pin e Almeida (engenheiro, político e ministro da Viação e Obras Públicas) e neto de Francisco Vicente Viana (1º Barão do Rio das Contas). Ingressou na Escola Politécnica da Universidade do Brasil, graduando-se engenheiro. Após atuar em estradas de ferro no Pernambuco, ingressou em 1895 na Estrada de Ferro Central do Brasil. Após exercer vários cargos, assumiu o de Ajudante de Divisão em 1914. Faleceu em 2 de junho de 1923. Em sua homenagem, a pequena estação localizada no Distrito de Poá foi batizada Calmon Viana.

## Características
Pertence às linhas Linha 11–Coral e 12–Safira da CPTM, sendo terminal desta última. Junto a ela está instalado um pátio utilizado pela CPTM como apoio para serviços de manutenção e também para manobra de composições, além de uma subestação de energia construída pela EFCB. O prédio atual foi reformado em 2010, preservou a estrutura original e adicionou mais uma plataforma a estação. É totalmente adaptado a portadores de necessidades especiais, e possui também um bicicletário.
| Sigla | Estação      | Inauguração       | Integração                                              | Plataformas        | Posição    | Notas                                                         |
| ----- | ------------ | ----------------- | ------------------------------------------------------- | ------------------ | ---------- | ------------------------------------------------------------- |
| CVN   | Calmon Viana | 3 de maio de 1924 | Bilhete Único da SPTrans e Bilhete Ônibus Metropolitano | Centrais e Lateral | Superfície | Prédio original da EFCB Reforma e Retrofit realizados em 2010 |

## Diagrama da estação

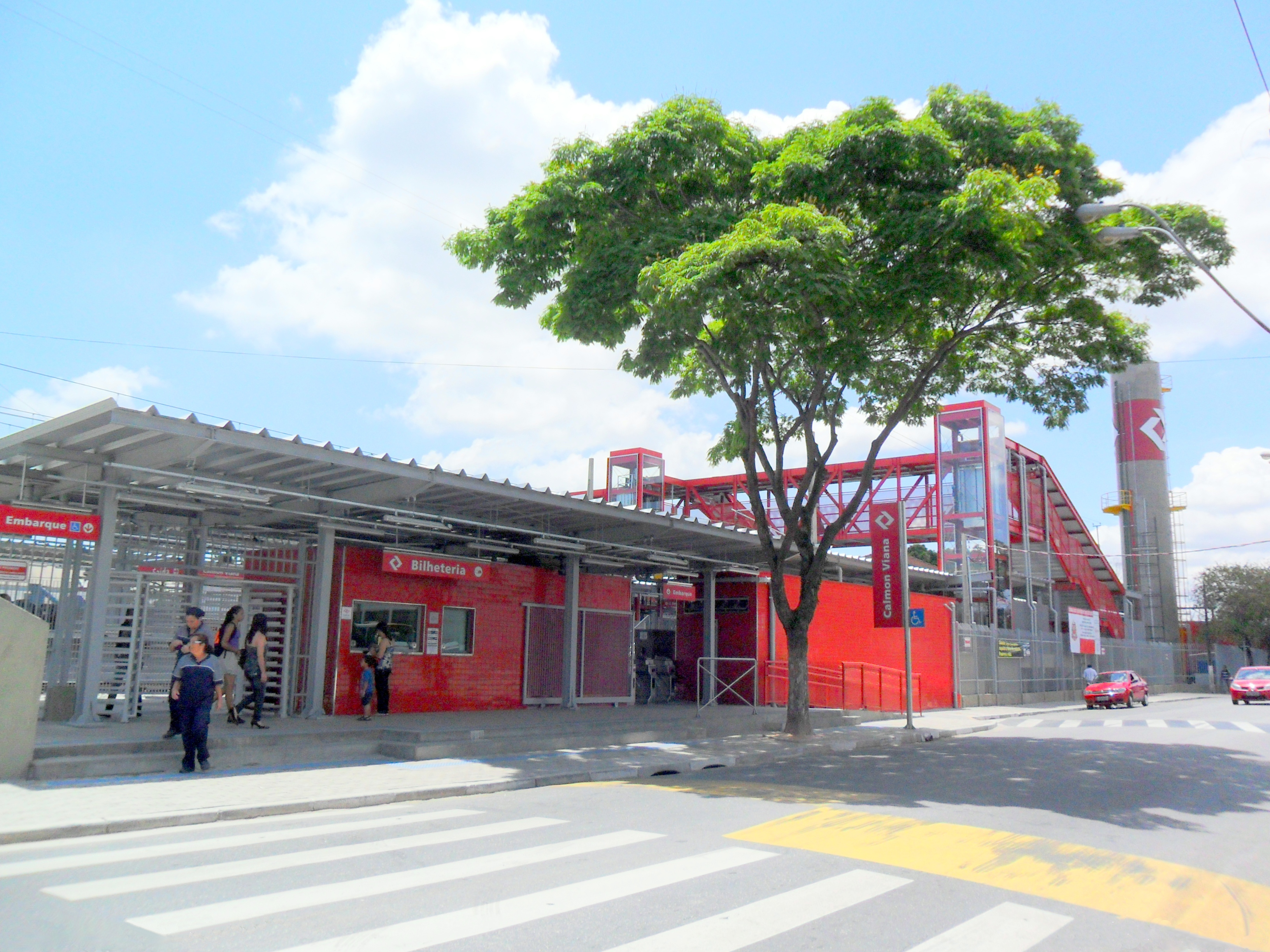
Entrada da estação Calmon Viana, após reforma em 2010

| Estação Calmon Viana - MDU |
|                            |
| Fontes: CPTM               |

| 1 |

|  | ↑ a ↑ |

|  | ↓ b ↓ |

| 2 |

|  | ↕ c ↕ |

|  | ↕ d ↕ |

| 3 |

|  | ↕ e ↕ |

| 1 |

|  | ↑ a ↑ |

|  | ↓ b ↓ |

| 2 |

|  | ↕ c ↕ |

|  | ↕ d ↕ |

| 3 |

|  | ↕ e ↕ |

| 1 |

|  | ↑ a ↑ |

|  | ↓ b ↓ |

| 2 |

|  | ↕ c ↕ |

|  | ↕ d ↕ |

| 3 |

|  | ↕ e ↕ |

| 1 |

|  | ↑ a ↑ |

|  | ↓ b ↓ |

| 2 |

|  | ↕ c ↕ |

|  | ↕ d ↕ |

| 3 |

|  | ↕ e ↕ |